# Южный Парк (12-й сезон)
Двенадцатый сезон американского анимационного телесериала «Южный Парк» впервые транслировался в США на телеканале Comedy Central с 12 марта по 19 ноября 2008 года.

## Актёрский состав
- Трей Паркер — Стэн Марш / Эрик Картман / Рэнди Марш / мистер Гаррисон / Клайд Донован / мистер Маки / Стивен Стотч / Джимми Волмер / Филлип
- Мэтт Стоун — Кайл Брофловски / Кенни Маккормик / Баттерс Стотч / Джеральд Брофловски / Крэйг Такер / Джимбо Керн / Терренс
- Эйприл Стюарт — Лиэн Картман / Шелли Марш / Шерон Марш / Венди Тестабургер / директриса Виктория
- Мона Маршалл — Шейла Брофловски / Линда Стотч

## Эпизоды
| № общий | № в сезоне | Название                                             | Режиссёр    | Автор сценария | Дата премьеры   | Произв. код |
| --- | ---------- | ---------------------------------------------------- | ----------- | -------------- | --------------- | ----------- |
| 168 | 1          | «Проблема с гландами» «Tonsil Trouble»               | Трей Паркер | Трей Паркер    | 12 марта 2008   | 1201        |
| У Эрика Картмана обнаруживают СПИД. Он рассчитывает на сочувствие со стороны окружающих, однако Кайл не может не отнестись к этому с иронией. В итоге Эрик решает преподать ему урок, заразив СПИДом. |            |                                                      |             |                |                 |             |
| 169 | 2          | «Новая внешность Бритни» «Britney’s New Look»        | Трей Паркер | Трей Паркер    | 19 марта 2008   | 1202        |
| Бритни Спирс, устав от слишком назойливого внимания, отстреливает себе половину головы, однако остаётся жива. Журналисты по-прежнему не оставляют её в покое ни на минуту. Мальчики, помогая ей спрятаться, узнают шокирующую правду о причине её популярности.                                                                        |            |                                                      |             |                |                 |             |
| 170 | 3          | «Внушительные буфера» «Major Boobage»                | Трей Паркер | Трей Паркер    | 26 марта 2008   | 1203        |
| Кенни пропускает школу — его полностью поглотила наркозависимость от кошачьей мочи. В городе официально запрещают держать дома кошек. |            |                                                      |             |                |                 |             |
| 171 | 4          | «Канада бастует» «Canada on Strike»                  | Трей Паркер | Трей Паркер    | 2 апреля 2008   | 1204        |
| Председатель Мирового Канадского Совета проводит забастовку против плохого отношения других стран к Канаде, и теперь вся ответственность за безопасность Канады лежит на плечах детей. |            |                                                      |             |                |                 |             |
| 172 | 5          | «Фу, член!» «Eek, a Penis!»                          | Трей Паркер | Трей Паркер    | 9 апреля 2008   | 1205        |
| Картману выпадает шанс заняться самой непростой задачей в школьной системе — воспитанием трудных детей, и он неожиданно добивается успеха. Миссис Гаррисон вновь хочет стать мужчиной. |            |                                                      |             |                |                 |             |
| 173 | 6          | «Конец соединения» «Over Logging»                    | Трей Паркер | Трей Паркер    | 16 апреля 2008  | 1206        |
| Жители Южного Парка шокированы тем, что исчез доступ к Интернету. Рэнди Марш собирает вещи и отправляется на запад вместе с семьёй. |            |                                                      |             |                |                 |             |
| 174 | 7          | «Улётное время» «Super Fun Time»                     | Трей Паркер | Трей Паркер    | 23 апреля 2008  | 1207        |
| Мистер Гаррисон берёт четвёртый класс на экскурсию в Деревню Пионеров, где работники изображают персонажей 1800-х годов. Пока Картман и Баттерс бегали в соседний центр развлечений, всех в Деревне захватили в заложники грабители закусочной «Burger King».                                                                          |            |                                                      |             |                |                 |             |
| 175 | 8          | «Китайская пробрема» «The China Probrem»             | Трей Паркер | Трей Паркер    | 8 октября 2008  | 1208        |
| Картман должен в одиночку противостоять китайцам, пока американцев преследуют воспоминания о недавних трагических событиях — новый фильм про Индиану Джонса похож на изнасилование известного героя Лукасом и Спилбергом. |            |                                                      |             |                |                 |             |
| 176 | 9          | «Шоу о раке груди» «Breast Cancer Show Ever»         | Трей Паркер | Трей Паркер    | 15 октября 2008 | 1209        |
| Из-за того, что Картман издевался над больными раком груди, Венди вызвала его на драку. Картман заявил всем, что придёт, но на самом деле он боится опозориться. |            |                                                      |             |                |                 |             |
| 177 | 10         | «Пандемия» «Pandemic»                                | Трей Паркер | Трей Паркер    | 22 октября 2008 | 1210        |
| По всему миру в торговых центрах появилось много групп музыкантов, играющих национальную перуанскую музыку. Друзья увидели, сколько они получают пожертвований от покупателей, и решили создать такую же группу. Картман убедил Крэйга вложить деньги в эту затею. Но неожиданно власти начали репрессии против перуанских музыкантов… |            |                                                      |             |                |                 |             |
| 178 | 11         | «Пандемия 2: Потрясение» «Pandemic 2: The Startling» | Трей Паркер | Трей Паркер    | 29 октября 2008 | 1211        |
| Мальчики затерялись в Андах, где они раскрывают потрясающую тайну нападения гигантских морских свинок. Теперь у ребят есть сила спасти родной город и весь мир, но глава Национальной безопасности препятствует им. Между тем Рэнди мужественно документирует разрушения, вместо того, чтобы спасать семью.                            |            |                                                      |             |                |                 |             |
| 179 | 12         | «О прошлой ночи» «About Last Night…»                 | Трей Паркер | Трей Паркер    | 5 ноября 2008   | 1212        |
| Пока страна празднует победу Барака Обамы на выборах, избранный президент застаёт всех врасплох, когда раньше времени приезжает в Белый дом. |            |                                                      |             |                |                 |             |
| 180 | 13         | «Мюзикл начальной школы» «Elementary School Musical» | Трей Паркер | Трей Паркер    | 12 ноября 2008  | 1213        |
| В начальной школе появилась мода на фильм «Классный мюзикл», в результате которой Баттерс становится популярным, а Стэн рискует потерять Венди. Картман — единственный, кто не поддался этому увлечению и будет бороться до конца. |            |                                                      |             |                |                 |             |
| 181 | 14         | «Ненаказуемый» «The Ungroundable»                    | Трей Паркер | Трей Паркер    | 19 ноября 2008  | 1214        |
| Баттерс уверен, что видел вампира в школе, но не может заставить никого выслушать его. Тем временем дети готы сердиты, из-за того, что другие дети не видят различий между ними и вампирами. Баттерс становится вампиром. |            |                                                      |             |                |                 |             |

## Приём

### Реакция критиков
Двенадцатый сезон «Южного Парка» получил в основном положительные отзывы критиков и фанатов. Трэвис Фикетт из IGN дал сезону оценку 7,5 из 10, сказав, что он был «хорошим» и что «12-й сезон неплох, просто не так уж и хорош. Есть ряд осечек и нет по-настоящему классических эпизодов. Это редкость для сериала, фанаты которого на следующее утро часто звонят друзьям и говорят: „Боже мой, ты видел Южный Парк?“».

### Награды и номинации
Сайт South Park Studios получил премию «Вебби» в мае 2009 года. Эпизод «Маргаритавилль» получил премию «Эмми» в сентябре 2009 года.